# تازه‌کار (فیلم ۱۹۷۵)
تازه‌کار (ایتالیایی: La novizia) یک فیلم کمدی-درام ایتالیایی به کارگردانی جولیانو بیاجتی است که در سال ۱۹۷۵ منتشر شد.

## گزیدهٔ بازیگران
- گلوریا گوئیدا
- لایونل استندر
- فمی بنوسی
- ماریا پیا کنته
- ویرا درودی